# Keleti-kőfejtő 8. sz. barlang
A Keleti-kőfejtő 8. sz. barlang Budapest III. kerületében, a Duna–Ipoly Nemzeti Parkban lévő Budai Tájvédelmi Körzetben található egyik barlang.

## Leírás
A budai termálkarszt K-i részén, a Mátyás-hegy DK-i, felhagyott, kétszintes kőfejtőjének alsó bányaszintjén, az alsó bányaudvar Ny-i, bal oldali részén, 215 m tengerszint feletti magasságban van a bejárata. A Keleti-kőfejtő 8. sz. barlang közelében található a Keleti-kőfejtő 17. sz. barlang. Bejárata természetes jellegű, de bányászat miatt nyílt meg, szabálytalan alakú és vízszintes tengelyirányú. A barlang vízszintes vascsövön keresztül közelíthető meg. A hévizes eredetű barlang 11 m hosszú. Hasadék mentén ferde réteglapot követve jött létre. Ebben a barlangban van a kőfejtő egyik legmélyebben lévő barlangi végpontja. Megtekintéséhez engedély és barlangjáró alapfelszerelés szükséges. Könnyen járható.
Előfordul a Keleti-kőfejtő 8. sz. barlang az irodalmában 8-as barlang (Acheron 1993), 8-as objektum (Fehér 1994), 8-barlang (Fehér, Fritz 1995), 8. sz. barlang (Kárpát 1984), 8.sz. barlang (Kárpát 1984), 8.sz.barlang (Kárpát 1984), 8. sz-barlang (Fehér 2000), 8. sz. üreg (Kárpát 1983), Keleti-kőfejtő 8. sz. barlangja (Leél-Őssy 1995), Mátyás-hegyi DK-i kőfejtő 8.sz. barlangja (Kárpát 1983) és Mátyás-hegyi-DK-i kőfejtő 8. sz.barlangja (Kárpát 1983) neveken is. Lehet, hogy a Mátyáshegyi 2. sziklaüreg (Bertalan 1976) és a Mátyás-hegyi 2. sz. sziklaüreg (Kordos 1984) nevek a Keleti-kőfejtő 8. sz. barlang névváltozatai.

## Kutatástörténet
Közelben lakó, idős emberek elmondása alapján sok üreg volt a kőfejtő talpszintjén akkor, amikor működött a kőbánya. A felső bányaudvar falán található sok kis barlang és a sok barlangindikáció, képződmény arra utal, hogy a kőfejtés egy nagy barlangot pusztított el, vagy a nagy barlang felső részét. A ma látható barlangok ennek a nagy barlangnak a maradványai. Az 1943. évi Barlangvilágból megtudható, hogy Bertalan Károly és Albert Béla, a Buda környéki barlangok módszeres feldolgozásának keretében, átkutattak a Mátyás-hegy és a Kecske-hegy kőfejtőiben lévő 14 kis üreget.
Az 1957. évi Földrajzi Értesítőben napvilágot látott, Leél-Őssy Sándor által írt tanulmányban meg vannak említve a mátyás-hegyi nagy kőfejtő üregei, amelyek nummuliteszes mészkőben alakultak ki. A tanulmányban lévő, a Budai-hegység barlangjainak földrajzi elhelyezkedését bemutató helyszínrajzon megfigyelhető a Mátyás-hegy nagy kőfejtőjében található üregek földrajzi elhelyezkedése. (Ezek az üregek a helyszínrajzon a hévizes eredetű barlangokhoz vannak sorolva.) Az 1958-ban kiadott, Budapest természeti képe című könyvben az olvasható, hogy a Mátyás-hegy D-re néző nagy kőfejtőjének falában vannak hévizes eredetű üregek. Az 1961-ben megjelent, Vitéz András és Pap Miklós által szerkesztett, Budapest című könyvben szó van arról, hogy a Mátyás-hegy DK-i oldalában található kőfejtőben üregeket láthat a kiránduló, melyek a Mátyás-hegyi-barlanghoz hasonlóak, de kis méretűek.
Az 1963. évi Karszt- és Barlangkutatási Tájékoztatóban publikált jelentésben meg van említve, hogy a BEAC Barlangkutató Csoport 1962-ben kutatta a Mátyás-hegy K-i kőfejtőjét. A kőfejtő sziklafalán látszik néhány nyílás, melyek közül kettő (jelenlegi állapotuk szerint) barlangnak nevezhető. Kutatásukkal még nem foglalkozott senki. Láng Gábor geológus feltérképezte az üregeket. Jellegzetes gömbfülkék utalnak az üregek hévizes eredetére. Kb. 4 m átmérőjű a legnagyobb. A Barit-barlang feltárásán kívül még két másik helyen is biztató a kutatás.
Az 1964. évi Karszt- és Barlangkutatási Tájékoztatóban szó van arról, hogy a Budapest III. kerületében elhelyezkedő Mátyás-hegy Dunára tekintő kőfejtőjében, 1963-ban találhatók régóta ismert üregmaradványok. Nagyon fel van töltődve a gömbfülkékből és hidrotermális hasadékokból álló üregrendszer. A BEAC Természetjáró Szakosztály Barlangkutató Csoportjának tagjai 1962-től végeznek feltáró munkát a kőfejtő néhány pontján. 1963-ban, kb. 200 órát dolgozva előre tudtak haladni több helyen. Úgy látták, hogy a helyzet biztató, de csak sok munkával érhetnek el eredményt. Tervezték, hogy 1964-ben folytatják a feltáró munkát a kőfejtőben. Elkezdték a hely kőzettani és ásványtani feldolgozását, a terület pontos felmérését, beszintezését és feltérképezését. Minden bizonnyal tavasszal befejezik a térképkészítő munkát.
Az 1966-ban kiadott, Budai-hegység útikalauz című könyvben az van írva, hogy a Mátyás-hegy másik (DK-i) kőfejtőjében (nem a Mátyás-hegyi-barlang kőfejtőjében) is vannak kis barlangüregek. 9 üreg vált ismertté ebben a kőbányában. Az 1972. évi Karszt és Barlangban közölve lett, hogy 1972. április 24-én (a Budapesti Rendőrfőkapitányság kérésére), eltűntek megtalálása miatt, a Barlangi Mentőszolgálat tagjai átvizsgálták a Mátyás-hegy keleti kőfejtőjének üregeit.
Az 1976-ban befejezett, Bertalan Károly által írt kéziratban szereplő, a Mátyás-hegy DK-i kőfejtőjében lévő barlangok közül lehet, hogy ez a barlang van röviden leírva Mátyáshegyi 2. sziklaüreg néven. A kéziratban az olvasható, hogy a Mátyáshegyi 2. sziklaüreg a Budapest III. kerületében lévő DK-i kőfejtő mélyedésének, a belső bányaudvarnak az ÉNy-i oldalában, a Mátyáshegyi 3. sziklaüregtől D-re van. 1943-ban szabad volt a barlang bejárata. A hévizes eredetű barlang kb. 4 m hosszú és 2–3 m széles. A kézirat barlangra vonatkozó része 2 publikáció és 1 kézirat alapján lett írva, de az említett kézirat már nem létezik.
A Vass Imre Barlangkutató Csoport 1978. évi jelentésében az van írva, hogy a csoport több éve végzi a Mátyás-hegyen lévő K-i kőfejtő kutatását és térképezését. A kőfejtő néhány fülkéjét a fiatal csoporttagok 1978-ban megbontották, melynek eredményeként 2–3 m-rel meghosszabbítottak néhány fülkét, de nem értek el jelentős eredményt. Az 1982-ben napvilágot látott, Budai-hegység útikalauz című kiadvány szerint a Mátyás-hegy K-i oldalának kőbányájában vannak hévizes eredetű kis üregek. Kraus Sándor 1983. február 6-án úgy látta, hogy a kis kőfejtő felső pereménél, ott, ahol a hegyoldal véget ér, a szálkőzetben van két üreg. Az Acheron Barlangkutató Szakosztály 1983-ban elkezdte kutatni és dokumentálni a kőfejtő üregeit. Kárpátné Fehér Katalin, Kováts István és Kocsis Ákos (a szakosztály tagjai) 1983-ban felmérték a barlangot, majd 1983-ban, a felmérés adatainak felhasználásával elkészült a Keleti-kőfejtő 8. sz. barlang alaprajz térképe és keresztmetszet térképe. A térképek 1:100 méretarányban mutatják be a barlangot. Az alaprajz térképen megfigyelhető a keresztmetszet elhelyezkedése a barlangban. A térképlapon, az alaprajz térkép használatához jelölve van az É-i irány.

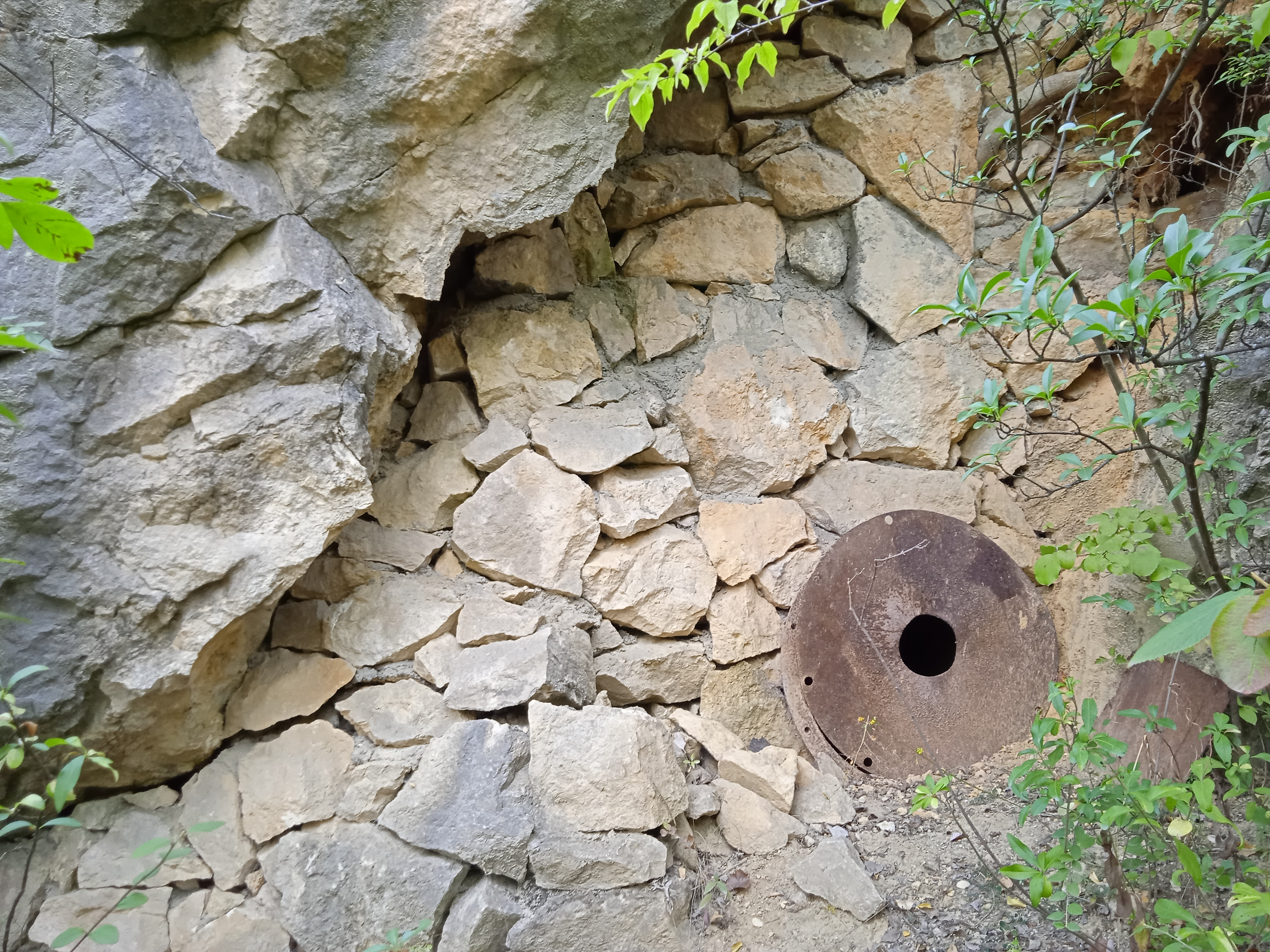
A Keleti-kőfejtő 8. sz. barlang bejárata

Kárpátné Fehér Katalin és Kárpát József 1983-ban megszerkesztették a Mátyás-hegy DK-i kőfejtőjének térképét, amelyen a Keleti-kőfejtő 8. sz. barlang elhelyezkedése és alaprajza is látszik. A barlang a térkép szerint 215 m tengerszint feletti magasságban helyezkedik el. Kárpát József ebben az évben rajzolt egy topográfiai térképet, amelyen látható a Mátyás-hegyi-barlang és a DK-i kőfejtő üregeinek elhelyezkedése. A térképen az üregek újra vannak számozva. Az 1983. évi szakosztályi jelentés szerint a hegy geológiai viszonyai és a területen ismert barlangok, valamint üregek miatt itt valószínűleg a jelenleginél nagyobb üregrendszer van. A kőbánya üregeinek feltárásával lehetőség nyílhat a Mátyás-hegyi-barlangrendszer jobb megismerésére. Év elején, a területen, a szakosztály tagjai rendszeresen végeztek terepbejárásokat. A szakosztály kidolgozta a kőfejtő kutatási tervét. Az általuk ismert és az általuk megtalált szakirodalom alapján nem tudták az üregek neveit és számait beazonosítani. A 8. sz. üreget nem tudták komolyan kutatni időhiány miatt. Az 1983. évi MKBT Beszámolóban megjelent egy jelentés a barlang kutatásáról, a barlang 1983-ban készült térképei és az 1983-ban rajzolt topográfiai térkép.
Az 1984. évi szakosztályi jelentésben az olvasható, hogy a Mátyás-hegy DK-i, már nem művelt kőfejtőjében van sok, hévizes eredetű üregrendszer, melyek eocén mészkőben és bryozoás márgában alakultak ki. 220–245 m tengerszint feletti magasságban vannak a kőfejtéskor feltárt barlangmaradványok. Ezek (a terület szomszédos barlangrendszereihez hasonlóan) tektonikus előkészítés és mélyből feltörő hévizek keveredési korróziója miatt jöttek létre. A Keleti-kőfejtő 8. sz. barlangnak 215 m tengerszint feletti magasságban, a kőfejtő alsó szintjén van a bejárata. Hasadék mentén, ferde réteglapot követve jött létre az omladékos barlang, amelyben nincsenek képződmények. A jelentésben van egy olyan fénykép, amely a kőfejtőt mutatja be. A fényképen be van jelölve a barlang bejáratának helye. A kéziratba bekerült egy olyan fénykép is, amely közelről szemlélteti a barlangbejáratot.
Az 1984. évi MKBT Beszámolóban publikálva lett a barlang leírása, 1983-ban készült térképei és a DK-i kőfejtő 1983-ban rajzolt topográfiai térképe. Az 1984-ben kiadott, Magyarország barlangjai című könyv országos barlanglistájában lehet, hogy ez a barlang szerepel a Budai-hegység barlangjai között, Mátyás-hegyi 2. sz. sziklaüreg néven. A listához kapcsolódóan látható a Dunazug-hegység barlangjainak földrajzi elhelyezkedését bemutató 1:500 000-es méretarányú térképen az említett barlang földrajzi elhelyezkedése.
Az 1991. évi szakosztályi jelentésben az van írva, hogy a kőbánya legtöbb barlangjának kutatását akkor lehet folytatni, ha azok biztonságossá vannak téve ácsolással és betonozással. A kis barlangok állapota tovább romlik, mert nem áll módjukban lezárni a barlangokat. A rongálás leginkább a képződményeken látszik. A kőbánya nagyon ígéretes terület, leginkább a Mátyás-hegyi-barlang felé található feltáratlan területek irányába érdemes kutatni. A szakosztály tagjai a Keleti-kőfejtő 8. sz. barlangban, 1992-ben abbahagyták a munkát, mert a Keleti-kőfejtő 16. sz. barlang járata a Keleti-kőfejtő 8. sz. barlang irányába haladt. Kraus Sándor 1992. november 7-én vizsgálta a Keleti-kőfejtő 8. sz. barlangot. Feljegyzésében az olvasható, hogy a 215 m-es szinten, az alsó bányaudvar ÉNy-i sarkában van a barlang bejárata. Vastag, kalcitlemezes álfenék, amely alá lehet menni és alulról is oldott egy kicsit. Kalcitszivacsféle is van benne. A barlang a szakosztály 1993. évi jelentése szerint 9 m hosszú. A jelentésbe bekerült egy olyan helyszínrajz, amelyen a kőfejtő barlangjainak elhelyezkedése látszik. A helyszínrajzon jelölve van a Keleti-kőfejtő 8. sz. barlang helye. Fehér Katalin és csoportja 1994-ben, a kőbánya felmérése közben, a Keleti-kőfejtő 8. sz. barlang mellett fedezte fel a Keleti-kőfejtő 17. sz. barlangot.

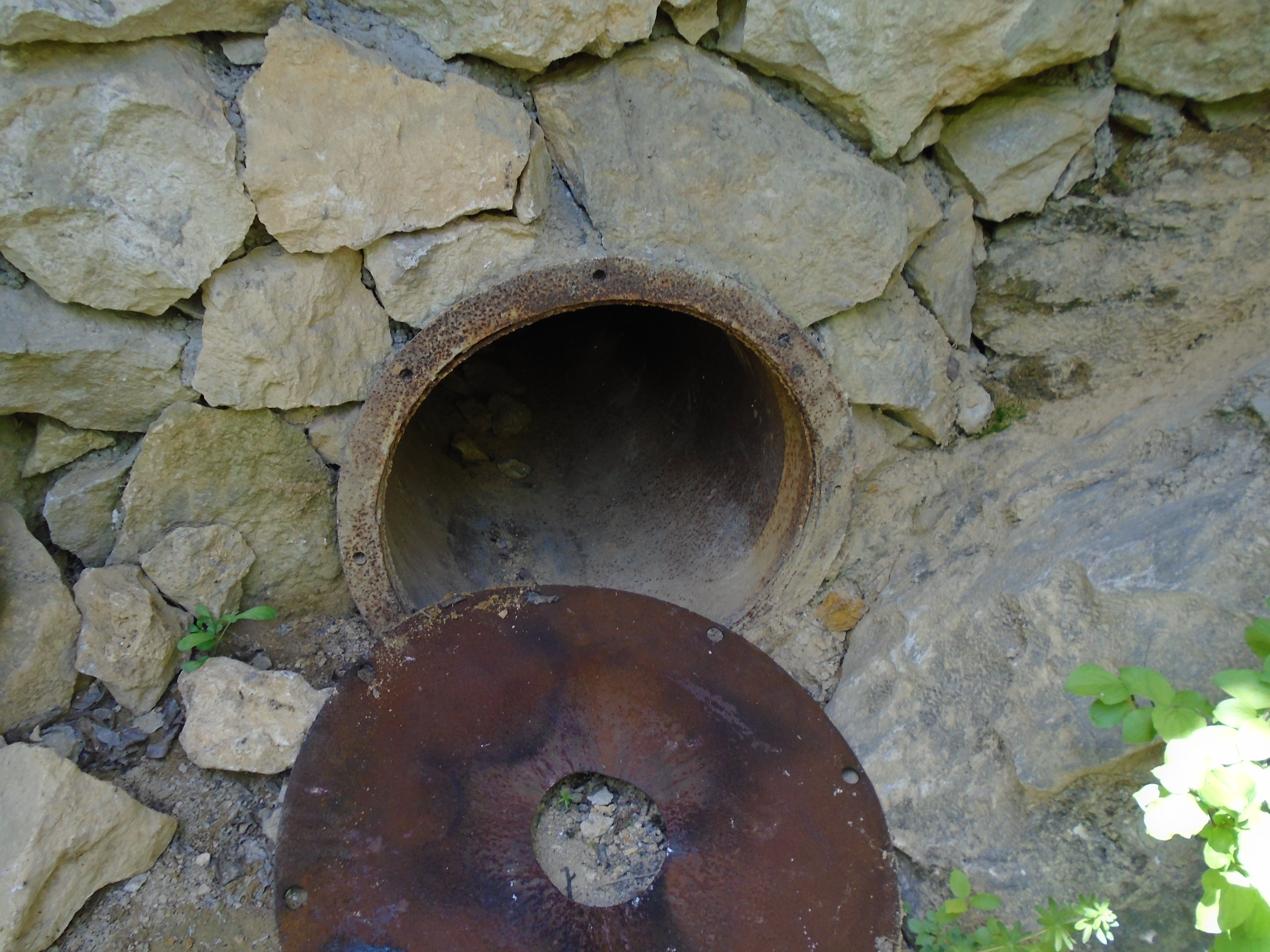
A Keleti-kőfejtő 8. sz. barlang bejárata

A Pagony Barlangkutató Csoport 1995-ben elkészítette a kőfejtő szpeleotopográfiai térképét, amely 1:1000 méretarányban mutatja be a kőfejtőt. A térképen látszik a Keleti-kőfejtő 8. sz. barlang elhelyezkedése és alaprajza. A barlang DK/8 jelzéssel van jelölve a térképen. A csoport 1995. évi jelentésében meg van említve, hogy a Keleti-kőfejtő 8. sz. barlang és a Keleti-kőfejtő 17. sz. barlang irányítottsága alapján feltételezhető, hogy itt, ismeretlen barlangszakaszok helyezkednek el. A csoport 1995. évi jelentésében látható az 1995-ben rajzolt szpeleotopográfiai térkép. A kéziratban van egy helyszínrajz, amely 1:1000 méretarányban mutatja be a DK-i kőfejtőt. A helyszínrajzon a DK-i kőfejtő fosszíliáinak lelőhelyei vannak feltüntetve. A rajzon látható a Keleti-kőfejtő 8. sz. barlang elhelyezkedése és alaprajza, de fosszília nem került elő belőle. A jelentésben van egy vegetációtérkép, amelyen látható a barlang elhelyezkedése és alaprajza.
Az 1995. évi Földtani Közlönyben napvilágot látott tanulmányban az olvasható, hogy 1900 körül, a Pálvölgy környékén intenzív lett a kőbányászat, és emiatt tárták fel a DK-i kőfejtő barlangjait. A kőfejtő üregeinek egy részét kőbányászat után tárták fel. Kb. 250 m a jelenleg ismert járathossz a kőfejtőben. A lefejtett járathossz nehezen becsülhető meg, de legalább még egyszer ennyi lehetett. A tanulmányban Keleti-kőfejtő 8. sz. barlangja a barlang neve. A kőfejtő alsó szintjén van a barlang 2 m magas bejárata, amely egy omladékos és 8 m hosszú folyosóba vezet. A tanulmányhoz mellékelve lett a Rózsadomb és környéke barlangjainak helyszínrajza, illetve a Mátyás-hegyen lévő, K-i kőfejtő barlangjainak helyszínrajza. A két helyszínrajzon jelölve van a Keleti-kőfejtő 7. sz. barlang helye.
Az Ariadne Karszt- és Barlangkutató Egyesület 1998. évi jelentésében az van írva, hogy törmelékesen áthalmozott kitöltés van pl. a Keleti-kőfejtő 8. sz. barlang felett, ahol teljesen kitölt gömbüstös járatokat. 1998. május 14-től a környezetvédelmi és területfejlesztési miniszter 13/1998. (V. 6.) KTM rendelete szerint a Duna–Ipoly Nemzeti Park Igazgatóság illetékességi területén, a Budai-hegységben található Keleti-kőfejtő 8. sz. barlangja az igazgatóság engedélyével látogatható. A Pagony Barlangkutató Csoport 1999-ben, a barlang félbehagyott végpontján próbabontást végzett, amelyet biztatónak talált. Tervezték, hogy a következő évben folytatják a próbabontást a barlangban, a kőfejtő egyik legmélyebben található végpontján.
Kovács Richárd (az Ariadne Karszt- és Barlangkutató Egyesület tagja) 2005-ben felmérte a barlangot, majd a felmérés adatainak felhasználásával, 2005. március 20-án megszerkesztette a Keleti-kőfejtő 8. sz. barlang (Budapest III. kerület, barlangkataszteri egység: 4763) alaprajz térképét és 2 keresztszelvény térképét. Az alaprajz térképen megfigyelhető a 2 keresztszelvény elhelyezkedése a barlangban. A térképlapon, az alaprajz térkép használatához jelölve van az É-i irány. A barlang a felmérés szerint 11 m hosszú, 4 m függőleges kiterjedésű, 1 m mély és 3 m magas. 2005. szeptember 1-től a környezetvédelmi és vízügyi miniszter 22/2005. (VIII. 31.) KvVM rendelete szerint a Duna–Ipoly Nemzeti Park Igazgatóság működési területén, a Budai-hegységben található Keleti-kőfejtő 8. sz. barlangja a felügyelőség engedélyével látogatható.

## További irodalom
- Bertalan Károly: Kézi jegyzetek. Kézirat. (1959-től íródott.)